# Kawanehon
Kawanehon (川根本町, Kawanehon-chō) est un bourg du district de Haibara, dans la préfecture de Shizuoka, au Japon. Il est membre de l'association Les Plus Beaux Villages du Japon.

## Géographie

### Situation
Le bourg de Kawanehon est situé dans le centre-nord de la préfecture de Shizuoka, au sud des monts Akaishi, sur l'île de Honshū, au Japon.

### Démographie
En septembre 2019, la population de Kawanehon était de 6 714 habitants répartis sur une superficie de 496,88 km2.

### Hydrographie
Kawanehon est traversé par le fleuve Ōi.

## Histoire
Le bourg de Kawanehon a été créé le 20 septembre 2005 de la fusion des anciens bourgs de Nakakawane et Honkawane.

## Transports
Kawanehon est desservie par les lignes Ōigawa et Ikawa de la compagnie Ōigawa Railway.